# Ortíz (Sonora)
Ortíz es un pueblo del municipio de Guaymas, ubicado en el sur del estado mexicano de Sonora, en la zona del desierto homónimo al estado. El pueblo es la séptima localidad más habitada del municipio, ya que según los datos del Censo de Población y Vivienda realizado en 2020 por el Instituto Nacional de Estadística y Geografía (INEGI), Ortíz tiene un total de 1,161 habitantes. Fue fundado en 1881 como una estación de ferrocarril al construirse la vía férrea del tramo Guaymas-Hermosillo. El 15 de mayo de 1897 después de décadas de rebelión por parte de la tribu yaqui hacia los militares, se dio aquí una tregua por parte de Juan Maldonado Tetabiate y sus aliados, firmando acuerdos de paz civiles ante el coronel Francisco Peinado.

## Geografía
Ortíz se sitúa en las coordenadas geográficas 28°17'17" de latitud norte y 110°42'50" de longitud oeste del meridiano de Greenwich, a una elevación de 117 metros sobre el nivel del mar.